# Федяковское сельское поселение
Федяковское сельское поселение — муниципальное образование в составе Кирово-Чепецкого район Кировской области России.
Административный центр — деревня Шутовщина.

## История
Федяковское сельское поселение образовано 1 января 2006 года согласно Закону Кировской области от 07.12.2004 № 284-ЗО.

## Население
| 2010  | 2012  | 2013  | 2014  | 2015  | 2016  | 2017  |
| ----- | ----- | ----- | ----- | ----- | ----- | ----- |
| 1517  | ↗1597 | ↗1663 | ↗1740 | ↘1708 | ↗1710 | ↗1745 |
| 2018  | 2019  | 2020  | 2021  |       |       |       |
| ↗1810 | ↗1933 | ↗1970 | ↗2056 |       |       |       |

## Состав
В состав поселения входят 23 населённых пунктов (население, 2010):
| - деревня Шутовщина — 724 чел.; - деревня Березино — 57 чел.; - деревня Буслаевщина — 0 чел.; - деревня Ермолинцы — 25 чел.; - деревня Конные — 19 чел.; - деревня Кузнецы — 56 чел.; - деревня Лагуновы — 41 чел.; - деревня Лубягино — 135 чел.; | - деревня Машкины — 3 чел.; - деревня Мокрецы — 16 чел.; - деревня Нагоряна — 18 чел.; - деревня Новоселовщина — 4 чел.; - деревня Поздино — 20 чел.; - деревня Прошино — 59 чел.; - деревня Сарафановщина — 9 чел.; - деревня Сезенево — 32 чел.; | - деревня Субботинцы — 13 чел.; - деревня Сунчиха — 8 чел.; - деревня Татары — 152 чел.; - деревня Федяково — 79 чел.; - деревня Филимоновщина — 47 чел.; - деревня Фуфичи — 0 чел.; - деревня Шелепенки — 0 чел. |